# B.C. (fumetto)
B.C. è una serie di strisce a fumetti umoristiche creata dal disegnatore statunitense Johnny Hart nel 1958. Il titolo, nonché nome del protagonista, è la sigla di "before Christ", avanti Cristo in inglese. 
Il fumetto si basa sulla vita di cavernicoli alle prese con problemi giornalieri ed esistenziali di ogni genere.

## Storia editoriale
Venne pubblicata a partire dal 17 febbraio 1958 e realizzata nel formato a strisce. La serie ha rinnovato i canoni dei fumetti a strisce umoristici, tanto che inizialmente venne rifiutata dalle principali agenzie di distribuzione, ed è considerata uno dei classici dei fumetti. Dopo l'esordio sul New York Herald Tribune il 17 febbraio 1958, arrivò a essere pubblicata su oltre 1300 testate, raggiungendo un pubblico stimato di oltre 100 milioni di persone. La popolarità della serie è tale che gli è anche stato dedicato un torneo di golf. In Italia la serie è stata introdotta dalla rivista Urania e da Linus; le prime raccolte sono state curate da Fruttero & Lucentini. Dopo la morte di Hart la serie venne proseguita dai Mick e Mason Mastroianni, nipoti dell'autore.

### Edizione italiana
In Italia la serie esordì in appendice alla rivista settimanale di fantascienza Urania e fece scalpore l'inserimento nel 1965 del volume L'antichissimo mondo di B.C. nella collana letteraria Nuovi scrittori stranieri della Mondadori, che riportò in una nota editoriale che «un narratore che usa le strisce invece dei paragrafi, che disegna i suoi personaggi invece di descriverli, non può essere ignorato per un puntiglio meramente formale». In Italia il personaggio apparve anche sulle riviste Linus e Il mago.

#### Raccolte in italiano
- J.Hart, L'antichissimo mondo di B.C.– Nuovi scrittori stranieri, volume 8. Milano, Arnoldo Mondadori Editore, 1965.
- J.Hart, Il secondo libro di B.C. - Oscar L207. Milano, Arnoldo Mondadori Editore, 1969.
- J.Hart, L'enciclopedia di B.C. Milano, Arnoldo Mondadori Editore, 1970.
- J.Hart (a cura di Fruttero & Lucentini), B.C. in 24 lezioni. Milano, Arnoldo Mondadori Editore, 1972.
- J.Hart, L'alfabeto preistorico di B.C. - Oscar 463. Milano, Arnoldo Mondadori Editore, 1973.
- J.Hart (a cura di Fruttero & Lucentini), Le grandi cronache di B.C., Milano, Arnoldo Mondadori Editore, 1975
- J.Hart, Il libro magico di B.C. - Oscar 659. Milano, Arnoldo Mondadori Editore, 1976.
- J.Hart, Il codice segreto di B.C. - Oscar 711. Milano, Arnoldo Mondadori Editore, 1976.
- J.Hart, Il libro alternativo di B.C. – Oscar 767. Milano, Arnoldo Mondadori Editore, 1977.
- J.Hart, Il nuovo alfabetò di B.C. - Oscar 890. Milano, Arnaldo Mondadori Editore, 1978.
- J.Hart, Il sole va su e poi giù - Oscar 1429. Milano, Arnaldo Mondadori Editore, 1981.
- J.Hart (a cura di Beppi Zancan), Io, B.C. - Oscar 1545. Milano, Arnoldo Mondadori Editore, 1982.
- J.Hart, Il meglio di B.C. Milano, Rizzoli Milano Libri, 1991. ISBN 88-17-81107-6.
- J.Hart, Il libro d'oro di B.C. Modena, Panini Comics, 2007.
- J.Hart, B.C. Edizione integrale vol. 1 1958/1959, Bologna, Elara libri, 2018.
- J.Hart, B.C. Edizione integrale vol. 2 1960/1961, Bologna, Elara libri, 2020.

## Trama e ambientazione
Ambientata in un periodo preistorico desolato, presenta sfondi essenziali fatti di qualche dolmen, un paio di rocce e qualche caverna con scarsa vegetazione, dove gli unici elementi di rottura della linea d'orizzonte sono pietre, caverne e saltuariamente vulcani o corsi d'acqua. Qui una comunità di cavernicoli, tra i quali B.C. è il protagonista, manifesta le medesime frustrazioni e incomprensioni degli uomini del ventesimo secolo. I personaggi sono uomini primitivi ma già abbastanza evoluti, per niente pelosi, che vivono in caverne dotate di qualche comodità, utilizzano come moneta corrente delle conchiglie, conoscono il fuoco e la ruota che usano come mezzo di locomozione; inoltre conoscono la scrittura e comunicano con altri sconosciuti uomini al di là dell'oceano per mezzo di messaggi scritti su pesanti lastre di pietra lanciate in mare come dentro una bottiglia.
Oltre al protagonista compaiono una serie di riusciti comprimari come l’inventore Thor, Peter, Wiley e Grog. I personaggi della serie affrontano quotidianamente problemi simili a quelli che affliggono anche l'uomo moderno, ma, a differenza dei Flintstones, non si tratta di una trasposizione del mondo moderno in un passato preistorico ma di alcuni particolari, mentalità, usi e costumi, abitudini e comportamenti della modernità che vengono inseriti in un contesto preistorico dove non mancano cartelli stradali, ufficio meteorologico o il divano dello psicanalista, ovviamente in pietra. Il loro progresso si è fermato sostanzialmente all'invenzione della ruota e a quella del denaro in forma di conchiglie. Il misterioso futuro li angoscia, prevedono e temono un'evoluzione sociale che manderà il mondo a rotoli e tutto in "poche" centinaia di migliaia di anni.

## Personaggi
- B.C.: osservatore indefesso e distaccato degli avvenimenti presenti e futuri.
- Peter: sempre attivo e pronto a mettere la propria sagacia al servizio del gruppo.[2]
- Thor: l'inventore della ruota, che viene usata come un assurdo monociclo appoggiando i piedi sul mozzo.[2][5]
- Curls: cinico e rude, i suoi commenti sono laconici e terribilmente sarcastici.[2][5]
- Wiley: barbone zoppo e poeta scontroso, osserva vagabondando lo scorrere degli eventi.[2][5]
- Clumsy Carp: scienziato miope e imbranato, osserva i pesci del fiumiciattolo infilando la testa in acqua, giungendo a scoperte del tutto inutili.[2][5]
- La biondina: sensuale e sinuosa, è la preda agognata dai maschi ed è grande amica della Cicciona, sono le uniche due donne del fumetto.[2][5]
- La cicciona: femminista convinta, simile ad un uomo per rudezza e aspetto. Ha l'abitudine di menare il serpente.[2]
- Grog: trovato ibernato all'interno di un ghiacciaio, è in grado di emettere solo il verso "grog".[2]
- Il grande Zot: l'Onnipotente, dispensa fulmini anche a ciel sereno, che emettono il suono "zot".
- Il Guru dell'eccelso picco: vecchio eremita, vive su di un cocuzzolo da dove dispensa improbabili perle di saggezza a chi si spinge a visitarlo.
- Pietre, margherite e ostriche pensanti, segnali stradali al limite del surreale, vulcani, tacchini e allucinazioni varie completano il variegato ma essenziale mondo di B.C.[5]
- Gli animali sono umanizzati e possono pensare o parlare tra di loro, ma non con i personaggi umani che li vedono come normali animali:[5]
  - Benedict, il formichiere: passa la sua vita cacciando formiche che spesso dimostrano di non essere affatto prede facili.
  - Le Formiche: hanno costituito la più avanzata forma di società dell'epoca, e ciò porta loro tutti i problemi che gli umani conosceranno solo nel futuro.
  - Il Serpente
  - La Tartaruga e l'Uccello: l'uccello si posa spesso sul dorso della tartaruga, ma senza chiederne il permesso a lei.
  - I Dinosauri
  - L'Apteryx: uccello privo di ali ma con piume lanuginose.

## Altri media

### Animazione
Dalla striscia vennero tratti due cortometraggi televisivi:
- B.C. - The First Thanksgiving, 1973
- B.C. - Un natale speciale (B.C.: A Special Christmas), 1981

### Videogiochi
Nel 1983 venne pubblicato anche un videogioco per diversi sistemi dell'epoca che ha per protagonista Thor, B.C.'s Quest for Tires, che ebbe poi un seguito, B.C. II: Grog's Revenge.

### Altro
Un torneo di golf, cominciato nel 1971 come Broome County Open, divenne B.C. Open l'anno successivo, in onore di Johnny Hart che era nato a Endicott, dove si svolgeva il torneo.